# Peter Ehrenspetz
Peter Ehrenspetz, tidigare Speet, född 1660 i Norrköping, död 1702, var en svensk adelsman.

## Biografi
Peter Ehrenspetz föddes 1660 i Norrköping och döptes 12 februari samma år i staden. Han var son till vantmakaren Peter Speet och Malin Larsdotter. Ehrenspetz arbetade som faktor vid faderns vantmakeri i staden. Han adlades 10 januari 1702 tillsammans med sin brorson Abel Speet till Ehrenspetz. Ehrenspetz avled 1702 och ätten kom att introducerads i Sveriges Riddarhus 1703 som nummer 1388.